# Appendice iléo-cæcal
En anatomie, l’appendice iléo-cæcal ou appendice iléocæcal (aussi appelé appendice vermiforme, appendice vermiculaire ou appendice tout court) est une petite excroissance du cæcum.
L’inflammation de l’appendice est appelée appendicite ; l’ablation de l’appendice est appelée appendicectomie.

## Phylogénie
L'appendice est apparu au moins 16 fois de manière indépendante chez les mammifères, la première remontant à au moins 80 millions d’années, et a disparu moins de sept fois. Il est particulièrement développé chez les Euarchontoglires et quasiment absent chez les Laurasiatheria. Il est étrangement présent chez certains monotrèmes et marsupiaux alors que ces animaux n'ont pas de cæcum.

## Description de l’appendice
L’appendice est un diverticule creux appendu à la surface médiane du cæcum, 3 cm au-dessous de l’abouchement iléal. Sa taille est variable : de 6 à 12 cm de longueur sur 4 à 8 mm de diamètre. Il est vascularisé par l’artère appendiculaire, provenant de l’artère iléo-bicæco-appendiculo-colique, et suit le bord libre du mésocôlon. C’est une vascularisation terminale.

## Rôle de l’appendice
L'appendice a longtemps été considéré comme une structure vestigiale humaine du cæcum des herbivores, n’ayant pas vraiment de rôle dans le fonctionnement du corps, jusqu'à la publication en 1900 d'un article suggérant que la concentration de tissu lymphoïde associé aux muqueuses de l'appendice induit une réponse immunitaire intestinale contre le développement de micro-organismes pathogènes,. Les travaux des chercheurs de l'Université Duke (Caroline du Nord - États-Unis) en octobre 2007, confirment cette hypothèse et mettent en avant son rôle de réservoir naturel pour le microbiote intestinal, facilitant sa restauration après des diarrhées par la ré-inoculation du colon par des bactéries commensales qui constituent une barrière contre les pathogènes,.
On peut vivre sans appendice, mais cet organe contient des cellules immunitaires utiles pour la coordination de la réponse intestinale aux attaques de microorganismes pathogènes ; il peut ainsi contribuer au maintien des équilibres de la flore intestinale,. On y retrouve parfois des objets durs, comme de la grenaille de plomb (toxique, issue des cartouches de chasse et pouvant être source de saturnisme, notamment chez l'enfant).
On y a trouvé, chez des malades et chez des personnes saines, des protéines mal repliées (l'α-synucléine) qui s'accumulent anormalement dans les corps de Lewy et les neurites[réf. souhaitée] et qui ont un comportement infectieux de type prion, identique à celles trouvées post-mortem dans le cerveau de patients morts de la maladie de Parkinson. Les personnes ayant subi une appendicectomie ont statistiquement (cf. analyse de deux jeux de données épidémiologiques indépendants, concernant plus de 1,6 million d'individus et plus de 91 millions d'années-personnes) moins de risques de développer la maladie (notamment chez ceux vivant en zone rurale), ce qui suggère que l'appendice pourrait jouer un rôle dans l'initiation de la maladie de Parkinson.
Cependant, William Parker, du centre médical de l’université Duke (Durham, Caroline du Nord, États-Unis) a émis l’hypothèse que l'appendice abrite aussi un microbiote bénéfique. L'appendice servirait alors de « sanctuaire bactérien » au cas où une grave infection digestive et la diarrhée qu'elle provoque évacueraient le biofilm des bactéries mutualistes. D'autre part, bien que l'appendicectomie ait un effet protecteur dans la rectocolite hémorragique, le rôle de l'appendice dans cette pathologie n'est pas connu. Cependant l'appendice crée également des anticorps. Des études sur l'évolution de l'appendice chez les mammifères montrent que le nombre de gains de cette structure au cours de l'évolution (au moins 29) excède largement le nombre de pertes (maximum 12, toutes ambigües, alors il pourrait ne pas y en avoir du tout), et cette asymétrie du taux évolutif suggère bien que l'appendice apporte un avantage sélectif,.
Une étude a identifié un avantage fonctionnel de l'appendice du cæcum : il semble augmenter la longévité,. Cette conclusion s'appuie sur des analyses statistiques reposant sur des comparaisons de modèles par AIC et une population d’arbres bayésiens incorporant 258 espèces de mammifères.

## Lien avec la maladie de Parkinson
Selon cette étude, l’appendice humain recèle, y compris chez les personnes en bonne santé, la protéine α-synucléine (αS). Or celle-ci est capable - quand elle prend une forme anormale - d’endommager le cerveau et est en cause dans la maladie de Parkinson. Les fonctions de cette protéine αS ne sont pas encore comprises, mais il est établi que, dans certaines circonstances, elle peut endommager des neurones situés à la base du cerveau et impliqués dans le contrôle des mouvements. Cette découverte renforce une hypothèse émise vers 2008 par le neuroscientifique Heiko Braak, selon laquelle la maladie de Parkinson aurait son origine dans l’intestin. Une forme anormale de la protéine αS se dupliquerait le long du nerf vagal en convertissant les formes saines de cette protéine en formes mal repliées (un peu comme le fait le prion pathogène). En outre, la constipation, fréquente chez les parkinsoniens peut apparaître des décennies avant d’autres symptômes. Enfin,il est aussi démontré que les personnes ayant subi une « vagotomie » (un traitement contre l’ulcère d’estomac qui sectionne le nerf vagal reliant directement le cerveau à divers tissus de l’intestin) sont moins susceptibles déclarer une maladie de Parkinson. Les perturbations du système inflammatoire et du microbiome sont deux facteurs suspectés d’aggraver le risque de maladie de Parkinson. Tous ces éléments plaident en faveur d’une origine intestinale de la maladie de Parkinson.
En comparant la population rurale et urbaine, les chercheurs ont constaté que l'appendicectomie ne protégeait que le groupe « rural », ce qui suggère selon eux que la maladie de Parkinson a un déclencheur environnemental qui pourrait, par exemple, être une exposition aux pesticides. Les dossiers plus détaillés de 800 malades (issus d’une autre étude) ont montré que ceux ayant subi une appendicectomie 20 ans ou plus avant leur diagnostic, ont déclaré la maladie en moyenne 3,6 ans plus tard, un bénéfice qui s’atténue ou disparait si l’appendicectomie est faite plus tard dans la vie, à l’approche du diagnostic de Parkinson. L’appendicectomie ne protégeait par contre pas les sujets portant l’une des nombreuses mutations génétiques héréditaires fortement liées à la maladie de Parkinson.
Les scientifiques ont alors étudié différents types de protéines aS contenus dans 48 appendices de personnes en bonne santé. Tous les appendices sauf deux contenaient une forme groupée d’aS semblable à celle observée dans le cerveau parkinsonien. Selon les auteurs une appendicectomie précoce peut réduire le risque de maladie de Parkinson ou tout au moins en retarder les symptômes.

## Situation et rapports anatomiques de l’appendice

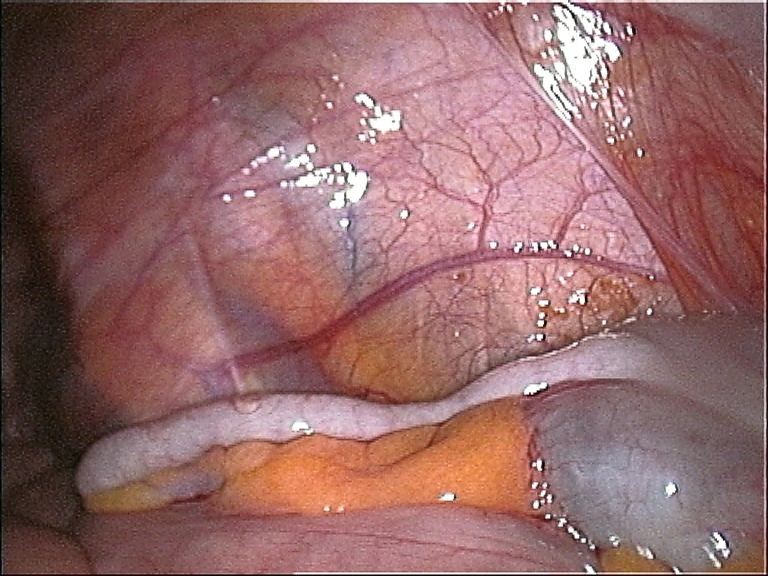
L'appendice en situation pelvienne.

La situation et les rapports de l’appendice dans l’abdomen sont très variables et l’on ne peut à proprement parler de situation anatomique « normale. » Cette situation peut être :
- rétrocæcale (dans 65 % des cas) ;
- pelvienne (dans 31 % des cas) ;
- paracolique (en arrière du cæcum) ;
- mésocéliaque : vers la grande cavité péritonéale.

Il existe deux points de projection cutanée au niveau de la paroi abdominale antérieure :
- point de Mc Burney, habituellement, sur une ligne allant de l’épine iliaque antérosupérieure droite à l’ombilic, à la jonction du tiers externe et du tiers moyen ;
- point de Lanz[16], dans la conformation pelvienne, à l’union du tiers droit et des deux tiers gauches d'une ligne unissant les deux épines iliaques antérosupérieures[17],[18].

## Anomalies congénitales du cæcum
La position du cæcum est le résultat de la rotation du bourgeon cæcal qui occupe successivement les hypocondres gauches, droit puis la fosse iliaque droite. La migration peut s’arrêter prématurément ou se poursuivre dans le pelvis.